# 이수희 (무용가)
이수희는 대한민국의 발레 무용수이다.

## 학력
- 조선대학교 무용학과 (졸업)

## 경력
- 국립발레단 솔리스트
- 2002~ 국립발레단 단원

## 소속
- 대한민국 국립발레단